# Cristóvão de Hesse-Cassel
Cristóvão de Hesse (Cristóvão Ernesto Augusto Príncipe de Hesse, em alemão: Christoph Ernst August Prinz von Hessen), (14 de maio de 1901 - 7 de outubro de 1943) foi um filho do conde Frederico Carlos de Hesse-Cassel e da princesa Margarida da Prússia.

## Família
Cristóvão era o sexto filho do conde Frederico Carlos de Hesse-Cassel e da princesa Margarida da Prússia. Os seus avós paternos eram o conde Frederico Guilherme de Hesse-Cassel e a princesa Ana da Prússia. Os seus avós maternos eram o imperador Frederico III da Alemanha e a princesa real Vitória do Reino Unido.

## Ligação com o nazismo
Cristóvão de Hesse-Cassel esteve numa alta posição no partido nazi. Era chefe do serviço de inteligência secreto de Hermann Göring, um ajudante de Heinrich Himmler e membro das Schutzstaffel (SS).

## Casamento e descendência
Cristóvão casou-se com a princesa Sofia da Grécia e Dinamarca no dia 15 de dezembro de 1930 em Kronberg, na Alemanha. A princesa Sofia era filha mais nova do príncipe André da Grécia e Dinamarca e da princesa Alice de Battenberg, e irmã do futuro príncipe Filipe, duque de Edimburgo. Através do seu pai era uma descendente do czar Nicolau I da Rússia e do rei Cristiano IX da Dinamarca e através da mãe era uma descente da rainha Vitória e do príncipe Alberto de Saxe-Coburgo-Gota, assim como o seu marido.
Juntos tiveram cinco filhos:
| Nome                                | Nascimento             | Morte                  | Observações |
| ----------------------------------- | ---------------------- | ---------------------- | --- |
| Cristina Margarida de Hesse         | 10 de Janeiro de 1933  | 22 de Novembro de 2011 | casou-se primeiro com o príncipe André da Jugoslávia em 1956, divorciando-se em 1962; com descendência; casou-se depois com Robert Floris van Eyck, um artista londrino, em 1962; com descendência; |
| Doroteia Carlota Carina de Hesse    | 24 de Julho de 1934    |                        | casou-se em 1959 com Frederico, príncipe zu Windisch-Grätz (1917-2002); com descendência; |
| Carlos Adolfo André de Hesse        | 26 de Março de 1937    |                        | casou-se em 1966 com Yvonne, Gräfin Szapáry von Muraszombath; com descendência; |
| Rainer Cristóvão Frederico de Hesse | 18 de Novembro de 1939 |                        | não se casou nem teve filhos; |
| Clarissa Alice de Hesse             | 6 de Fevereiro de 1944 |                        | casou-se em 1971 com Claude Jean Derrien de quem se divorciou em 1976; teve uma filha de pai desconhecido em 1980;                                                                                  |

## Morte
No dia 7 de outubro de 1943, o príncipe Cristóvão morreu num acidente de avião nos Apeninos, na Itália. O seu corpo foi encontrado dois dias depois. Contudo, o Almanaque de Gota diz que o príncipe foi morto em batalha durante a invasão alemã da Itália.